# Леонович Кирило Васильович
Кирило Васильович Леонович (біл. Кірыл Васілевіч Леановіч, нар. 21 квітня 1998, Жодино, Мінська область, Білорусь) — білоруський футболіст, півзахисник клубу «Торпедо-БелАЗ».

## Клубна кар'єра
Вихованець жодинського футболу, почав виступати за дубль місцевого «Торпедо-БелАЗ», але незабаром опинився в структурі мінського «Динамо». У другій половині 2016 року виступав в оренді за «Ошмяни», але не врятував клуб від вильоту в Другу лігу. На початку 2017 року проходив перегляд у солігорському «Шахтарі», але безуспішно і в березні 2017 року відправився в оренду до «Смолевичів-СТІ». У складі «Смолевичів-СТІ» зазвичай виходив на заміну, допоміг клубу вийти в Прем'єр-лігу.
У березні 2018 року відданий в оренді «Ліді». У листопаді 2018 року повернувся з оренди в «Динамо», але на початку 2019 року приєднався до «Ліди» на повноцінній основі. Закріпився в команді почерговими виходами у стартовому складі та на заміну.
З січня 2020 року перебував на перегляді у жодинському «Торпедо-БелАЗі», а в березні підписав контракт з вище вказаним клубом.

## Статистика виступів
| Сезон    | Дивізіон | Клуб            | Країна   | Матчі | Голи |
| -------- | -------- | --------------- | -------- | ----- | ---- |
| 2015     | дубль    | «Торпедо-БелАЗ» | Білорусь | 10    | 0    |
| 2016 (2) | Д2       | «Ошмяни»        | Білорусь | 13    | 1    |
| 2017     | Д2       | «Смолевичі»     | Білорусь | 18    | 1    |
| 2018     | Д2       | «Ліда»          | Білорусь | 16    | 1    |
| 2019     | Д2       | «Ліда»          | Білорусь | 27    | 6    |

## Громадянська позиція
Після жорстокого придушення акцій протесту, спричинених масовими фальсифікаціями президентських виборів 2020 року, побиттям і тортурами затриманих протестувальників, Кирило та 92 інших білоруських футболісти засудили насильство в Білорусі.